# Seudo-Calístenes
Pseudo-Calístenes es la denominación que se ha dado al autor de un libro acerca de la vida de Alejandro Magno titulado Vida y Hazañas de Alejandro de Macedonia. Pertenece al siglo III. El libro tuvo un gran éxito, a pesar de los numerosos errores que contiene de tipo geográfico e histórico y de que su estilo fue calificado como mediocre. Cabe destacar, sin embargo, el exotismo de las descripciones de los parajes. 

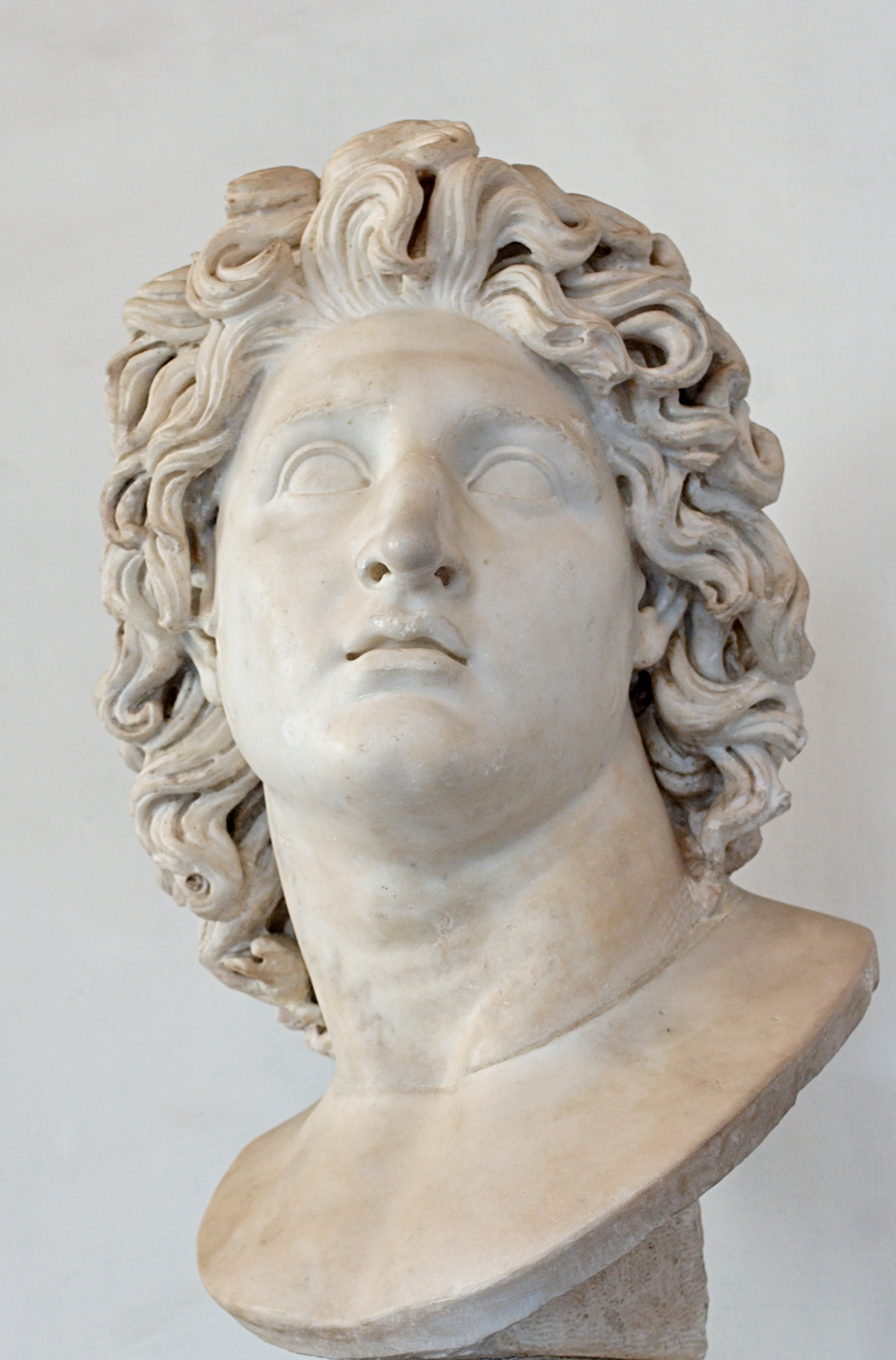
Alejandro Magno, objeto de los escritos del pseudo-Calístenes.

El libro se tradujo muy pronto a numerosos idiomas: latín, armenio, sirio, árabe, turco, copto, etíope y hebreo, a partir de dos versiones en griego que presentaban ciertas diferencias y que se han dado a llamar recensión A y recensión B. 
Se considera, de hecho, el segundo libro más traducido después de la Biblia, hasta la época renacentista. La obra tuvo gran influencia en los escritos que, acerca de Alejandro, realizaron los cronistas bizantinos y los poetas persas Firdusi y Nizami.
Su autor fue probablemente de Alejandría, lo que se ha supuesto debido al conocimiento que demuestra en su obra acerca de esa zona de Egipto y el nombre de pseudo-Calístenes se le dio porque Juan Tzetzes y algunos manuscritos atribuyeron su autoría a Calístenes, el sobrino de Aristóteles que acompañó como historiador a Alejandro Magno en sus viajes, donde se pueden apreciar con riguroso detalle a través de estas cartas las declaraciones de guerra de Alejandro al rey persa Darío.

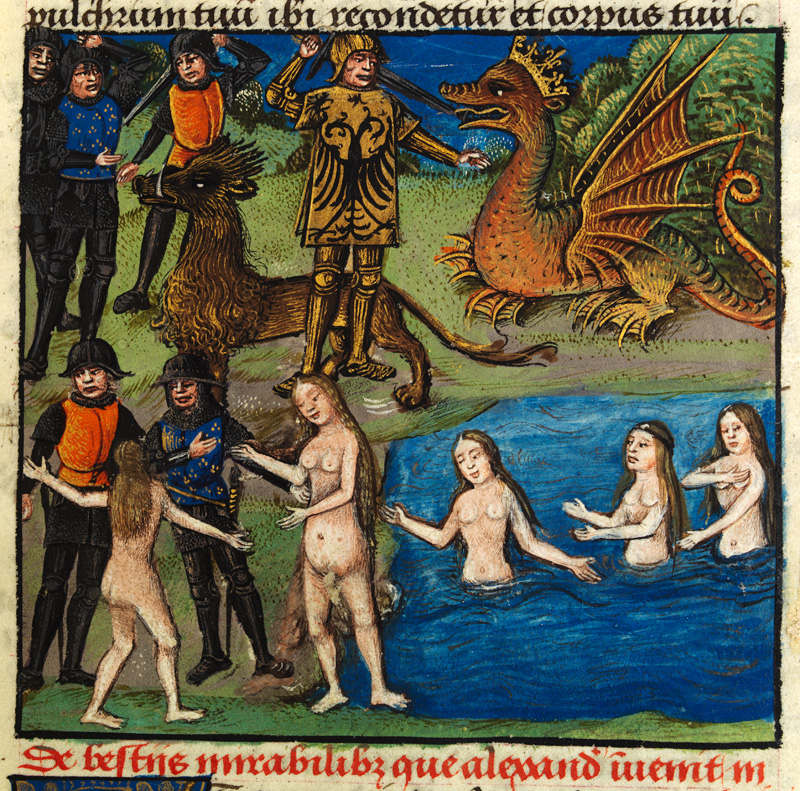
"Alejandro luchando contra un dragón coronado; mujeres de pelo largo que emergen de un río", alusión a su encuentro con las Amazonas. Texto original en griego traducido al latín en el por Leo de Nápoles, Historia de preliis Alexandri Magni.

Se considera que las principales fuentes de la obra fueron un relato histórico de época helenística acerca de Alejandro y una colección de escritos, además de relatos acerca de parajes y sucesos fabulosos, como el encuentro de Alejandro con las mujeres Amazonas y los gimnosofistas, o las descripciones de como los macedonios improvisaron un submarino para introducir a Alejandro en aguas profundas para rescatar piedras preciosas, de lo cual hay documentación reflejada en dibujos y pinturas recopiladas en la British Royal Library. 
De esta obra del pseudo-Calístenes deriva la mayor parte de las Leyendas, Vidas, Romans, Historias o Éxitos de Alejandro Magno que se multiplicaron a partir del siglo V.